# Jōji Yanami
Jōji Yanami (jap. 八奈見 乗児 Yanami Jōji; właściwie Shigemitsu Shirato (jap. 白土 繁満 Shirato Shigemitsu), ur. 30 sierpnia 1931, zm. 3 grudnia 2021) – japoński seiyū i narrator, związany z Aoni Production. Okazjonalnie użyczał także głosu w dubbingu. Znany był m.in. jako Gennai w anime Digimon Adventure.

## Wybrane role głosowe
- 1970: Ashita no Joe – Tonkichi
- 1999: Digimon Adventure – Gennai
- 1972: Devilman – dyrektor Pochi
- 1973: Mały Wansa – Lupin
- 1974: Calimero – Fukurō-sensei
- 1975: Yattaman – Boyacky
- 1977: Lupin III –
  - Guinness,
  - Danchonee
- 1978: Galaxy Express 999 –
  - czarny rycerz,
  - Bobambo,
  - Stanley
- 1980: Tetsuwan Atom – Doktor Bali Bali
- 1981: W Królestwie Kalendarza – Julie Kokematsu
- 1981: Urusei Yatsura –
  - Yōkai z basenu,
  - niemiła mowa,
  - królik
- 1986: Opowieści z Klonowego Miasteczka – burmistrz
- 1986: Dragon Ball –
  - Narrator,
  - Doktor Briefs,
  - Król,
  - Doktor Frappe,
  - Mousse
- 1988: City Hunter 2 – Takeda
- 1989: Dragon Ball Z –
  - Narrator,
  - Kaiō-sama,
  - Doktor Briefs,
  - Król,
  - Bobbidi
- 1996: Dragon Ball GT – narracja
- 1999: Digimon Adventure – Gennai
- 1999: One Piece –
  - Boodle,
  - Ganfall
- 2000: InuYasha –
  - Totōsai,
  - Kensuke Sakai
- 2003: Takahashi Rumiko gekijō – wujek
- 2005–2006: Tsubasa Reservoir Chronicle –
  - stary sklepikarz,
  - stary mężczyzna
- 2006: D.Gray-man – dziadek Crowleya
- 2008: Yattaman –
  - Boyacci,
  - Les Onarabu Davenki
- 2009–2010: Dragon Ball Kai –
  - Narrator,
  - Północny Kaiō
- 2015: Dragon Ball Super –
  - Narrator,
  - Północny Kaiō